# Hypselodelphys zenkeriana
Hypselodelphys zenkeriana är en strimbladsväxtart som först beskrevs av Karl Moritz Schumann, och fick sitt nu gällande namn av Milne-redh. Hypselodelphys zenkeriana ingår i släktet Hypselodelphys och familjen strimbladsväxter. Inga underarter finns listade.